# María Rosa Oliver
María Rosa Oliver (nacida como María Rosa Lucía Oliver Romero; Buenos Aires, 10 de septiembre de 1898 - Buenos Aires, 19 de abril de 1977) fue una escritora, ensayista y activista argentina.

## Biografía
Perteneciente a familia patricia argentina, fue hija de Francisco José Oliver y María Rita Romero, la primera de ocho hijos y descendiente en línea colateral de María de los Remedios de Escalada de San Martín.
A la edad de 10 años contrajo poliomielitis, quedando postrada en una silla de ruedas por el resto de su vida.
Fue una de las fundadoras de la revista Sur junto a su íntima amiga Victoria Ocampo, formando allí parte del Comité de Redacción. Con ella también fundó en 1936 la Unión Argentina de Mujeres (UAM) -que no debe confundirse con la Unión de Mujeres de la Argentina (UMA), creada hacia 1947- promoviendo el voto femenino. En 1938, asumió la presidencia de la UAM.
Entre sus amigos se contaron Eduardo Mallea, Federico García Lorca, Gabriela Mistral, Miguel Ángel Asturias, Luis Saslavsky, Alfonso Reyes, Pablo Neruda, Pelegrina Pastorino, Vinicius de Moraes y Waldo Frank.
Viajó con su familia a Europa en 1921 y a Estados Unidos en 1942, luchando con la causa aliada en contra del nazismo. 
Trabajó para el Consejo Mundial de la Paz entre 1948 y 1962 y en Washington, como asesora cultural de la Oficina Coordinadora de Asuntos Interamericanos, invitada por la administración del presidente Roosevelt.
Ayudó a los exiliados de la guerra civil española y en 1958 recibió el Premio Lenin de la Paz.
Viajó a China y Cuba; era amiga del Che Guevara, con quien mantuvo correspondencia.
Poseía una casa en Las Toninas, sobre el mar, a la cual invitaba a sus amistades y se retiraba a escribir.
Escribió tres volúmenes de su autobiografía, cuyo último volumen, Mi fe es el hombre, concluyó antes de morir.
Su asistente, Josefa "Pepa" Freire, la acompañó en vida y en todos sus viajes y fue mencionada con admiración varias veces por Simone de Beauvoir.
Murió de un ataque al corazón a la edad de 78 años.

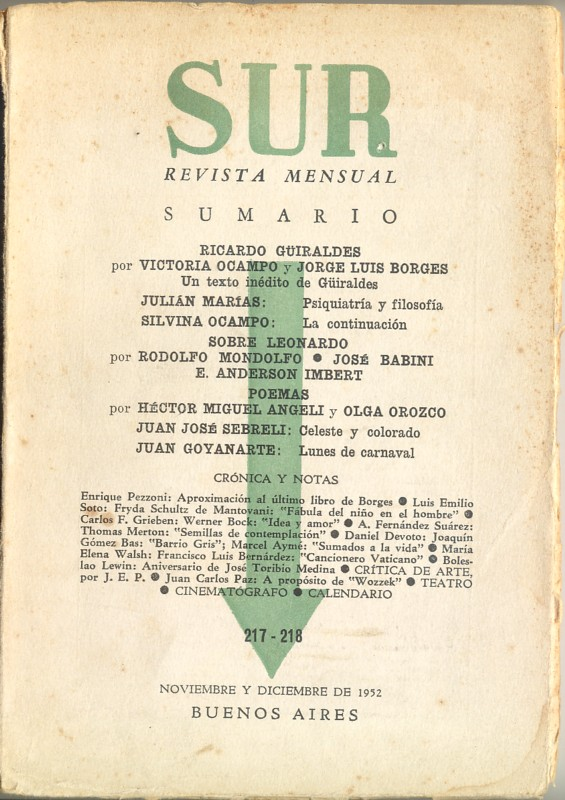
Ejemplar de la revista Sur, en la cual Oliver participó como integrante del equipo de redacción.

## Publicaciones
- Geografía Argentina, Buenos Aires, Sudamericana, 1939.
- América vista por una mujer argentina, Buenos Aires, Salzmann y Cia., 1945.
- Lo que sabemos, hablamos…Testimonio sobre la China de hoy, Buenos Aires, Botella al Mar, 1955 (en coautoría con Norberto Frontini).
- Mundo, mi casa, Buenos Aires, Falbo, 1965.
- La vida cotidiana, Buenos Aires, Sudamericana, 1969.
- Mi fe es el hombre, Buenos Aires, C. Lohlé, 1981.[5]

## Biografías
- Hebe Clementi, María Rosa Oliver, Buenos Aires, Planeta, 1992.[11]